# Psalidodon anisitsi
El tetra Buenos Aires (Psalidodon anisitsi) es una especie de pez de la familia Characidae en el orden de los Characiformes.

## Morfología
Los machos pueden llegar alcanzar los 5,7 cm de longitud total. Tiene un colorido plateado-verdoso, muy oscuro sobre el cráneo, la nuca y la línea dorsal, y de un plateado claro sobre la línea lateral. Presenta una mancha característica, de forma romboide, en la base de la cola. La hembra se diferencia por una mayor redondez del cuerpo.

## Alimentación
Come gusanos, crustáceos, insectos y  plantas.

## Hábitat
Vive en zonas de clima subtropical.

## Distribución geográfica
Se encuentran en Sudamérica: cuencas de los ríos Paraná y Uruguay. Río de La Plata. Provincia de Córdoba (Arg).

## Hábitos y reproducción
Pez recomendado para estanque. Rango de temperatura de 8 °C a 24 °C.
Revela cierta tendencia a mordisquear aletas de otros peces más lentos como carassius en condiciones de superpoblación y/o carencia de alimento.
Reproducción espontánea en estanque. Las hembras ponen los huevos sobre plantas largas tipo vallisneria u oxigenadoras.